# トリエンナーレ
トリエンナーレ（伊:triennale）は、3年に一度開かれる国際美術展覧会のことである。「トリエンナーレ」の原意はイタリア語で「3年に一度」である。英語では triennial（トライエニアル/トライアニアル）と呼ばれる。
ビエンナーレ同様、1990年代以降世界各地に国際美術展が増えている。またビエンナーレ同様、美術（ファインアート）に限らず舞台芸術、デザイン、音楽などさまざまな芸術分野のトリエンナーレがあるほか、陶芸や版画など、特定の美術分野に特化したトリエンナーレも存在する。
世界各地から美術家を集める招待展から、世界規模あるいは国内限定の公募展など形態もさまざまである。
こうしたものは国際交流や町おこし、観光客の集客、多様な国の多様な芸術に住民が触れることを目的としている。ただし国際美術展では、世界の他のビエンナーレやトリエンナーレと出品する作家の顔ぶれやテーマが似たり寄ったりになっているという批判もある。

## トリエンナーレ形式の展覧会の例
日本

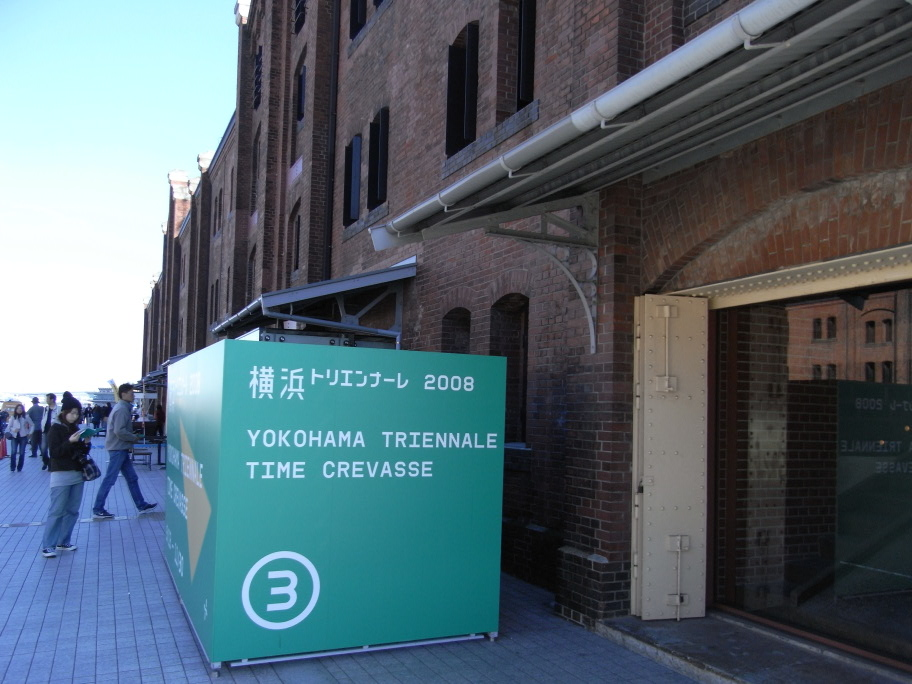
横浜トリエンナーレ

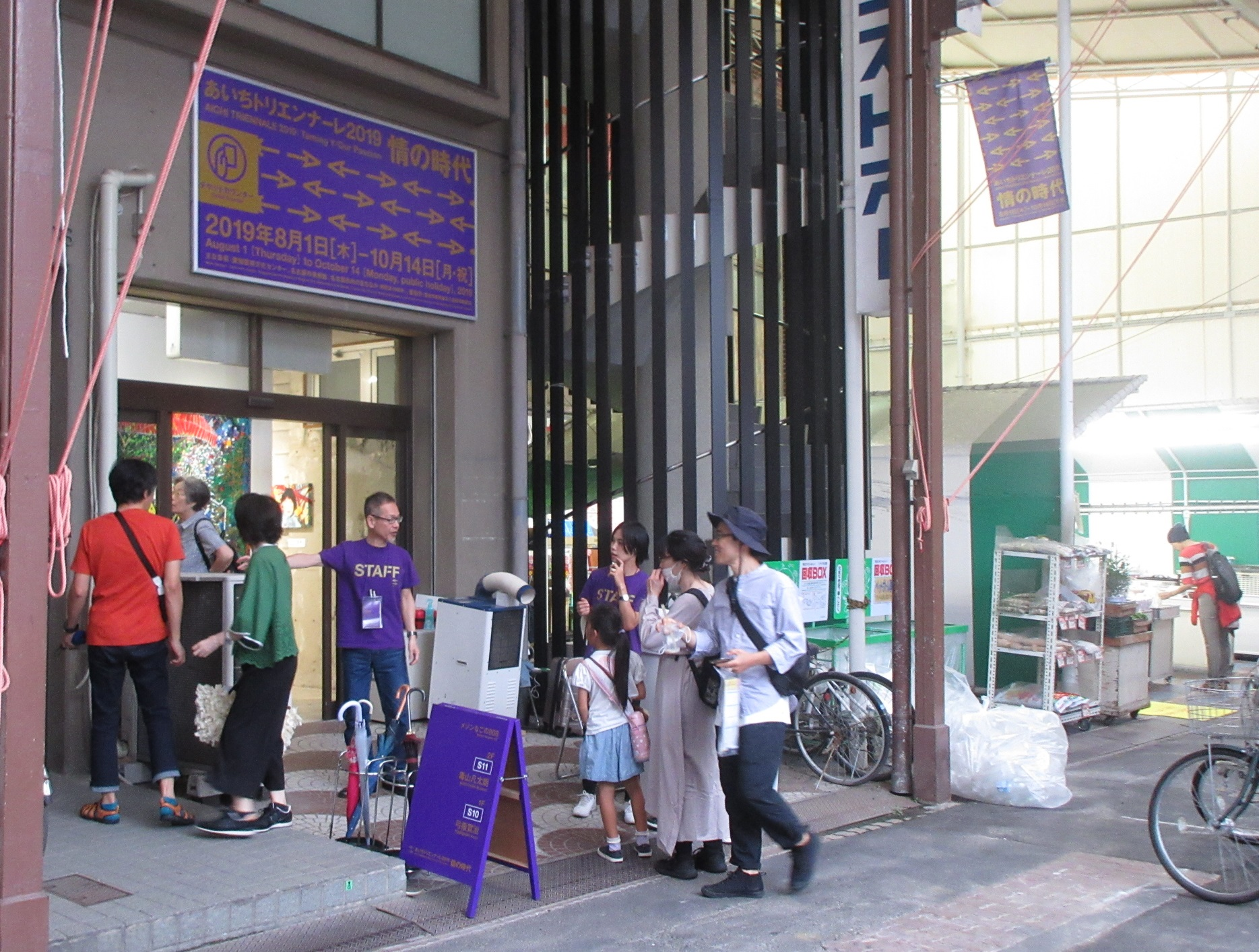
あいちトリエンナーレ

- 国際陶磁器フェスティバル美濃（岐阜県多治見市、1986年～）
- 前田寛治大賞展（鳥取県倉吉市、1988年～）
- 大阪トリエンナーレ（大阪府大阪市、1990～2000年）
- 高知国際版画トリエンナーレ展（高知県いの町、1990年～）
- 神通峡美術展（富山県富山市、1991年～）
- 小磯良平大賞展（兵庫県神戸市、1992年～）
- 出石磁器トリエンナーレ（兵庫県豊岡市出石、1994年～）
- 東京国際ミニプリント・トリエンナーレ（東京都、1995年～）
- 福岡アジア美術トリエンナーレ（福岡県、1999年～）
- 大地の芸術祭 越後妻有アートトリエンナーレ（新潟県、2000年～）
- あおもり国際版画トリエンナーレ（青森県青森市、2001年～）
- 横浜トリエンナーレ（神奈川県横浜市、2001年～）
- 開港都市にいがた 水と土の芸術祭（新潟県、2009年～2018年）
- 別府現代芸術フェスティバル混浴温泉世界（大分県別府市、2009年～）
- あいちトリエンナーレ（愛知県名古屋市・岡崎市・豊橋市・豊田市、2010年～）
- 瀬戸内国際芸術祭（香川県・岡山県、2010年～）
- 亀山トリエンナーレ（三重県亀山市、2008年～）
- 飛騨高山文化芸術祭（岐阜県高山市、2013年～）
- さいたまトリエンナーレ（埼玉県さいたま市、2016年）
- ハコダテトリエンナーレ（函館市・道南、2009年～）
- 奥能登国際芸術祭（石川県珠洲市、2017年～）

日本以外
- ミラノ・トリエンナーレ（イタリア）
- インドトリエンナーレ（インド）
- 広州トリエンナーレ（中国）